# Pablo Chacón Cancino
Pablo Chacón Cancino (Santiago, 11 de enero de 1975) es un ingeniero en geomensura, sociólogo y político chileno, militante del Partido Comunista de Chile (PCCh) desde 1989. Desde el 21 de abril de 2025 ejerce como subsecretario del Trabajo en el gobierno de Gabriel Boric.

## Biografía
Realizó sus estudios superiores en la Universidad de Santiago de Chile (Usach), donde obtuvo el título de ingeniero en geomensura y la licenciatura en Ingeniería Aplicada. Posteriormente cursó un magíster en Sociología en la Universidad de Artes y Ciencias Sociales (UARCIS). Durante su etapa universitaria fue secretario general de la Federación de Estudiantes de la Universidad de Santiago de Chile en el año 2003. Desde su juventud ha estado vinculado a la actividad política, integrándose al Partido Comunista de Chile en 1989.

## Trayectoria profesional
Su experiencia profesional ha estado centrada en el ámbito de las políticas laborales y sociales, tanto en el aparato estatal como en organizaciones vinculadas al pensamiento progresista.
En 2014 integró el equipo técnico de la Subsecretaría de Previsión Social durante el primer mandato de Michelle Bachelet. En ese cargo colaboró en el proceso de diálogo ciudadano impulsado por la Comisión Asesora Presidencial sobre el sistema de pensiones, así como en la elaboración participativa de la Política Nacional de Seguridad y Salud en el Trabajo, en el marco del Convenio 187 de la OIT, ratificado por Chile en 2011.
Entre 2016 y 2018, durante el segundo gobierno de Bachelet, se desempeñó como jefe de gabinete en la Subsecretaría de Previsión Social. En esos años también trabajó como asesor legislativo en el Congreso Nacional y colaboró con la Municipalidad de Santiago en el desarrollo de políticas públicas de carácter social y ambiental.
En 2019, durante la alcaldía de Manuel Marcarián (PC) en la comuna de Los Vilos, Pablo Chacón se desempeñaba como administrador municipal. Tras un accidente cerebrovascular que afectó al alcalde titular, Chacón asumió como alcalde subrogante. No obstante, su gestión se vio interrumpida a los cuatro meses, cuando fue cesado por decisión del concejo municipal. Según informó el medio Los Vilos Chile, los concejales lo acusaron de ignorar reiteradamente sus solicitudes y cuestionaron la contratación masiva de personal externo a la comuna. Chacón, por su parte, sostuvo que su destitución fue parte de una maniobra política destinada a debilitar la gestión de Marcarián con fines electorales.
En 2022 asumió como jefe del Departamento de Diálogo Social del Ministerio del Trabajo y Previsión Social, y más tarde, entre 2022 y 2024, fue jefe de gabinete del ministerio. En 2024 fue nombrado agregado presidencial laboral ante la Organización Internacional del Trabajo (OIT) en Ginebra, desempeñando funciones diplomáticas en representación de los intereses laborales de Chile.
Además, ha ejercido como coordinador del grupo de trabajo «Cambio Ambiental Global, Movimientos Sociales y Políticas Públicas» del Consejo Latinoamericano de Ciencias Sociales (CLACSO), con énfasis en temas de justicia ambiental.También ha sido encargado del área de medio ambiente del Instituto de Ciencias Alejandro Lipschutz (ICAL), centro de pensamiento vinculado al PCCh.

### Subsecretario de Estado
El 21 de abril de 2025 fue designado como subsecretario del Trabajo por el presidente Gabriel Boric, en reemplazo de Giorgio Boccardo, quien pasó a liderar el Ministerio del Trabajo y Previsión Social.
Desde que asumió el cargo, ha encabezado importantes transformaciones en materia laboral. Entre las iniciativas más relevantes se encuentran la promoción de la normativa que reduce la jornada de trabajo a 40 horas semanales, el incremento gradual del salario mínimo y la actualización del sistema de inspección del trabajo. También ha impulsado la aprobación de los convenios 155, 176 y 190 de la Organización Internacional del Trabajo (OIT), referidos a la salud en el trabajo, seguridad en faenas mineras y prevención de la violencia y el acoso en el ámbito laboral.
En junio de 2025 representó a Chile en la 113.ª Conferencia Internacional del Trabajo en Ginebra, donde expuso los recientes avances legislativos en materia de protección social y formalización del empleo. En su intervención, puso énfasis en el aumento del salario mínimo a niveles históricos, la reducción de la jornada laboral a 40 horas y la propuesta de reforma al sistema previsional. Sostuvo que estas políticas contribuirán a reforzar la formalidad laboral en el mediano y largo plazo. Asimismo, remarcó el compromiso del gobierno de Gabriel Boric con el trabajo decente, el fortalecimiento del diálogo social y el tripartismo, destacando la ratificación de la totalidad de los convenios fundamentales de la OIT, incluyendo los números 155, 176 y 190. Presentó, además, la estrategia nacional para la transición hacia la formalidad, elaborada con el respaldo técnico de la OIT, la cual se sustenta en evidencia empírica y promueve enfoques innovadores y sostenibles. Finalmente, anunció que próximamente se ingresará al Congreso un proyecto de ley orientado a rediseñar los subsidios al empleo, priorizando la integración, la simplificación y la eficiencia.